# Cirrhatulus auricapillus
Cirrhatulus auricapillus är en ringmaskart som beskrevs av Ehrenberg in Grube 1870. Cirrhatulus auricapillus ingår i släktet Cirrhatulus och familjen Cirratulidae. Inga underarter finns listade i Catalogue of Life.